# معهد ماكس بلانك للأبحاث الطبية

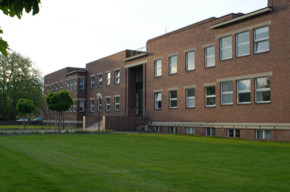
معهد ماكس بلانك للأبحاث الطبية في هايدلبرغ

معهد ماكس بلانك للأبحاث الطبية (بالألمانية: Max-Planck-Institut für medizinische Forschung)‏ هو معهد بحثي تابع لجمعية ماكس بلانك. يختص بأبحاث العلوم الطبية الأساسية ومقره مدينة هايدلبرغ الألمانية.
تأسس المعهد سنة 1930، كأحد معاهد جمعية القيصر فيلهلم تحت اسم معهد القيصر فيلهلم للأبحاث الطبية، وأعيد تأسيسه سنة 1948 كواحد من معاهد جمعية ماكس بلانك. ويرتبط المعهد بأواصر وثيقة مع جامعة هايدلبرغ.
حصل ستة من العاملين بالمعهد على جائزة نوبل منذ إنشائه إلى اليوم، هم:
- أوتو مايرهوف (علم وظائف الأعضاء)
- ريشارد كون (الكيمياء)
- فالتر بوته (الفيزياء)
- أندريه لووف (علم وظائف الأعضاء أو الطب)
- ردولف موسباور (الفيزياء)
- بيرت زاكمان (علم وظائف الأعضاء أو الطب)

## وصلات خارجية
- الموقع الرسمي للمعهد